# Mediatizáció (média)
A mediatizáció (vagy más néven medializáció) egy „metafolyamat”, amelynek révén a mindennapi gyakorlat és a társadalmi viszonyok mindinkább a médiában való megjelenés és a média-intézmények által alakulnak.
A mediatizáció része a média- és kommunikációkutatások paradigmatikus váltásának. A mediáció fogalmát követve a mediatizáció vált azzá az elgondolássá, amely leginkább megragadja, hogyan is alakítják a kommunikációs folyamatok a társadalmat, kiemelve a nagyszabású kapcsolati hálózatokat. A két fogalom kiegészíti egymást.

## Eredet
A kutatások kezdetben a mediatizáció politikára gyakorolt hatásaira, valamint a politikai kommunikációban előidézett változásokra koncentrált. Kent Asp svéd médiakutató a politikai élet mediatizációjáról azt mondta, hogy egy olyan folyamat, melynek során a tömegmédia nagyfokú befolyással bír a politikai rendszerre, mely folytonosan igazodni is próbál a tömegmédia általi követelményekhez politikai lefedettség tekintetében. Stig Hjarvard dán kutató kiterjesztette a koncepciót nem pusztán politikai, hanem társadalmi folyamatként leírva azt, mivel a társadalom oly mértékig telítetté vált médiával, hogy az nem kezelhető többé az egyes társadalmi intézményektől elkülönítve.

## Szociokulturális változás
A szociokulturális átalakulással fejlődött ki az a koncepció, hogy a média hatásán felül a médiakommunikációs változások és a szociokulturális változások közötti összefüggést is górcső alá kell venni, mint a mindennapi kommunikációs gyakorlatunk részét és mint a valóságunkat leképező kommunikációs konstrukciót. A mediatizáció kutatás a médiakommunikáció-változás és a szociokulturális változás közti kapcsolat vizsgálatát meta folyamatként értelmezi (hosszú távú átalakulási folyamatokra utaló fogalmi konstrukció). A média nem feltétlenül 'okoz' átalakulásokat, de lényeges kapcsolatokat alkot a politika, gazdaság, oktatás és a vallás terén is. Példának okáért, ha a televízióban bemutatnak egy egészségügyi szakértőt, aki az életmódbeli gyors, egyéni változásokat szorgalmazza, az magával vonja azt az elképzelést illetve szándékot az egészséggel kapcsolatban, hogy egy szélesebb körű kulturális változtatás alakuljon ki az emberi testtel és egészséggel kapcsolatban.
Hjarvard és Peterson a következőképpen foglalja össze a média szerepét a kulturális változásban: "(1) Amikor a szubkultúrák különböző formái saját céljaikra igyekeznek használni a médiát, akkor gyakran (újra) beágyazódnak a mainstream kultúrába; (2) Az állami kulturális irányelvek gyakran a befolyás eszközeként szolgálnak a mediatizáció számára; (3) A mediatizáció magába foglal egyfajta transzformációt azokban a módokban, amelyekben a hallgatóság és a szakvélemény bemutatásra kerül és amelyben a hírnév megszerezhető és védett; illetve (4) A technológiai fejlesztések a média affordanciáit formázzák, ily módon a medializáció sajátos útvonalát is.
A mediatizációs elméletek mobilizálásával foglalkozó kutatások azt vizsgálják, hogy a média miként épül be a kulturális átalakulásba. Példának okáért a "taktikai" közvetítés a közösségi szervezetek és aktivisták válaszát jelöli a szélesebb technológiai változásokra. Kim Sawchuk, a Concordia Egyetem Kommunikációs Tanszékének professzora idősek csoportjával dolgozott együtt, akik ebben a kontextusban megtartották saját ügynökségüket. Az idősek számára a közvetítésre nehezedő nyomás többek között az online szolgáltatásokból (kormányzati szervek, finanszírozás, bankok stb.) eredetezhető. A médiában alkalmazott taktikai megközelítés az, amely azoktól származik, akik e rendszerek alárendeltjei. Ez azt jelenti, hogy olyan azonnali, ideiglenes megoldásokat teremtenek egy probléma megoldására, amellyel 'rábírják' a technológiákat , hogy nekik dolgozzanak. Például az idős csoportban, amelyet Sawchuk tanulmányozott, olyan eszközöket kölcsönzött, amelyek videokapszulák előállítására alkalmasak. A videókapszulák lehetővé tették számukra, hogy új nézőket érjenek el, miközben megtartották a szemtől szembeni kommunikációt a napi gyakorlatuk során.
Egy másik példa a tanulmányra, amely elsősorban a graffitisek és görkorcsolyázók médiával kapcsolatos tevékenységére összpontosít, bemutatva, hogy a média hogyan integrálja és alakítja mindennapi gyakorlataikat. Az elemzés azt is bemutatja, hogy ezeknek a szubkulturális csoportoknak a közvetítése, medializációja hogyan válik a mai kultúra részévé, ezzel megváltoztatva a lázadó és ellenséges hozzáállásukat, illetve összekapcsolva őket a globális kereskedelmi kultúrával .
A mediatizációs elméletek mobilizálásának egyik példája egy olyan érdeklődés lenne, hogy a média, azáltal, hogy mindenütt jelen van, hogyan tájékoztathatja a Femen tiltakozásait nyilvános jeleneteken, vagy hogyan teheti lehetővé az egyes testületek közötti kommunikációt, vagy egy individuum és egy aktivista képzeletbeli közös nézeteit milyen módokon lenne képes közös nevezőre hozni. Célja, hogy elemezze, hogyan befolyásolja és formázza a média ezen személyek tevékenységeit, és hogyan alakulnak ki azok a módszerek, amelyek megkönnyítik a kiterjesztettséget.

## Fordítás
Ez a szócikk részben vagy egészben  a   Mediatization (media) című angol Wikipédia-szócikk ezen változatának fordításán alapul.  Az eredeti cikk szerkesztőit annak laptörténete sorolja fel. Ez a jelzés csupán a megfogalmazás eredetét és a szerzői jogokat jelzi, nem szolgál a cikkben szereplő információk forrásmegjelöléseként.